# Interstate 45
L'Interstate 45 (I-45) est une autoroute importante située totalement au Texas. Alors que la majorité des autoroutes se terminant en "5" traversent le pays du sud au nord, l'I-45 est comparativement courte alors que l'entièreté de la route est au Texas. De plus, elle est la plus courte Interstate se terminant en "5." Elle relie des villes de Dallas et de Houston, en continuant vers le sud-est jusqu'à Galveston sur le bord du Golfe du Mexique.
L'I-45 a remplacé la US 75 sur l'entièreté de sa longueur, bien que certaines portions de la US 75 soient demeurées parallèles à l'I-45 jusqu'à son élimination complète au sud de Dallas en 1987. Au terminus sud de l'I-45, la SH 87 poursuit le trajet jusqu'au centre-ville de Galveston. Le terminus nord de l'autoroute est au centre-ville de Dallas où elle rencontre l'I-30. Une courte portion continue au-delà de l'I-30 et est officiellement l'I-345.
La portion de l'I-45 entre le centre-ville de Houston et Galveston est nommée la Gulf Freeway. Une courte section au sud du centre-ville de Houston est surélevée et est connue comme la Pierce Elevated d'après la rue à côté de laquelle l'autoroute est située. Au nord de l'I-10, l'I-45 est nommée North Freeway.

## Description du tracé
En plus des villes majeures que sont Galveston, Houston et Dallas, l'I-45 dessert d'autres communautés dont La Marque, League City, Spring, The Woodlands, Conroe, Willis, Huntsville, Madisonville, Centerville, Buffalo, Fairfield, Corsicana et Ennis.
La US 190 joint l'I-45 pour 26 miles (42 km) entre Huntsville et Madisonville. La US 287 joint l'I-45 pour 18 miles (29 km) entre Corsicana et Ennis.
Avec seulement 284,91 miles (458,52 km), l'I-45 est la plus courte des autoroutes primaires (celles se terminant par 0 ou par 5) et la seule qui ne soit située que dans un seul État.

### Gulf Freeway

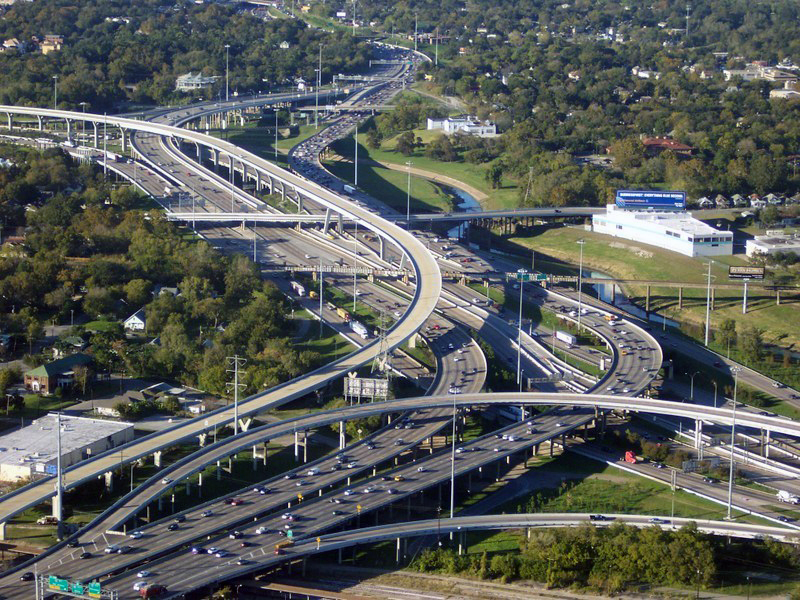
Croisement de l'I-45 et de l'I-10 à Houston.

Le segment reliant Galveston et Houston est connu comme la Gulf Freeway. Elle fut la première autoroute construite au Texas avec son tracé complété en 1952. Au terminus nord de ce segment (Houston), elle se connecte à la North Freeway via la Pierce Elevated, complétée en 1967. La section au nord de la courbe, au sud-est de Houston, a été construite sur un ancien tracé de chemin de fer.
Après plusieurs échangeurs, l'I-45 traverse la Galveston Causeway et passe par Tiki Island.
La Gulf Freeway longe généralement la SH 3 (ancienne US 75). Elle croise aussi plusieurs autres routes d'État. Des voies centrales, réversibles, sont réservées aux HOV et commencent juste avant la Sam Houston Tollway.
À Houston, l'I-45 rencontre l'I-610 et la SH 35. Au terminus original de la route, les voies HOV se terminent. Peu après, l'autoroute croise l'I-69 / US 59 et la SH 288, après quoi l'I-45 devient la North Freeway.

### North Freeway
La North Freeway débute au centre-ville de Houston, où des voies réservées aux HOV débutent. Elles se terminent bien au-delà du centre-ville. Le segment de l'autoroute traverse alors plusieurs comtés du Texas plus rural jusqu'à Dallas. Le segment de la North Freeway se termine à la rivière Trinity, près du centre-ville de Dallas.

### Julius Schepps Freeway
Le segment entre la rivière Trinity et le centre-ville de Dallas se nomme Julius Schepps Freeway. Ce segment inclut aussi la très courte I-345 au centre de Dallas. C'est un segment surélevé sur presque toute sa longueur. L'autoroute y croise l'I-20 et l'I-30, où elle se termine.

## Liste des sorties
| Interstate 45                                                                                           |                       |        |                    |                                                                      | | |
| Comté                                                                                                   | Municipalité          | mi     | km                 | Sortie                                                               | Intersections / Destinations                                                                                      | Notes |
| Galveston                                                                                               | Galveston             | 0,00   | 0,00               |                                                                      | SH 87 (en) nord (Broadway Avenue J) – Centre-ville, East Beach                                                    | Terminus sud de l'I-45; la route continue comme SH 87 nord                                                        |
| Galveston                                                                                               | Galveston             | 0,00   | 0,00               | 1A                                                                   | Spur 342 (en) – Sheppard AFB                                                                                      | |
| Galveston                                                                                               | Galveston             | 1,00   | 1,60               | 1B                                                                   | 71st Street | Sortie direction sud, entrée direction nord; accès direction nord via sortie 1A                                   |
| Galveston                                                                                               | Galveston             | 1,10   | 1,80               | 1C                                                                   | FM 188 (en) (Teichman Road) / SH 275 (en) (Harborside Drive)                                                      | |
| Galveston                                                                                               | Baie de Galveston     |        |                    | Galveston Causeway                                                   | Galveston Causeway                                                                                                | Galveston Causeway                                                                                                |
| Galveston                                                                                               |                       | 4,20   | 6,80               | 4                                                                    | Village de Tiki Island                                                                                            | |
| Galveston                                                                                               |                       | 5,20   | 8,40               | 5                                                                    | Frontage Road | |
| Galveston                                                                                               | La Marque             | 6,20   | 10,00              | 6                                                                    | Frontage Road | Sortie et entrée direction sud                                                                                    |
| Galveston                                                                                               | La Marque             | 6,70   | 10,80              | 7A                                                                   | SH 3 (en) nord / SH 146 (en) nord – Texas City, La Marque                                                         | Sortie direction nord, entrée direction sud                                                                       |
| Galveston                                                                                               | La Marque             | 7,00   | 11,30              | 7B                                                                   | SH 6 (en) ouest – Bayou Vista, Hitchcock                                                                          | Sortie direction nord, entrée direction sud                                                                       |
| Galveston                                                                                               | La Marque             | 7,30   | 11,70              | 7C                                                                   | Frontage Road | Sortie direction nord, entrée direction sud                                                                       |
| Galveston                                                                                               | La Marque             | 8,20   | 13,20              | 7                                                                    | SH 6 (en) / SH 146 (en) – Texas City                                                                              | Sortie direction sud, entrée direction nord                                                                       |
| Galveston                                                                                               | La Marque             | 9,00   | 14,50              | 8                                                                    | Frontage Road | Entrée direction sud seulement                                                                                    |
| Galveston                                                                                               | La Marque             | 9,70   | 15,60              | 9                                                                    | Frontage Road | Sortie direction sud, entrée direction nord                                                                       |
| Galveston                                                                                               | La Marque             | 10,10  | 16,30              | 10                                                                   | FM 519 (en) (Main Street)                                                                                         | Pas d'entrée direction nord                                                                                       |
| Galveston                                                                                               | La Marque             | 11,10  | 17,90              | 11                                                                   | Vauthier Road | Rampes fermées |
| Galveston                                                                                               | Texas City            | 12,20  | 19,60              | 12                                                                   | FM 1765 (en) (Texas Avenue) – La Marque, Texas City                                                               | Sorties seulement                                                                                                 |
| Galveston                                                                                               | Texas City            | 13,20  | 21,20              | 13                                                                   | Century Boulevard, Delany Road                                                                                    | Sortie direction sud, entrée direction nord                                                                       |
| Galveston                                                                                               | Texas City            | 14,70  | 23,70              | 15                                                                   | FM 1764 (en) / FM 2004 (en) (Mall of the Mainland Parkway) – Hitchcock                                            | Pas de sortie en direction nord                                                                                   |
| Galveston                                                                                               | Texas City            | 15,70  | 25,30              | 16                                                                   | FM 1764 (en) est (Emmett F. Lowry Expressway) – Texas City                                                        | Sortie direction sud, entrée direction nord                                                                       |
| Galveston                                                                                               | Texas City            | 17,00  | 27,40              | 17                                                                   | Holland Road, Hughes Road                                                                                         | |
| Galveston                                                                                               | Dickinson             | 18,90  | 30,40              | 19                                                                   | FM 517 (en) / Hughes Road – Dickinson, Alvin                                                                      | Pas de sortie direction nord                                                                                      |
| Galveston                                                                                               | League City           | 20,00  | 32,20              | 20                                                                   | FM 646 (en) (16th Street) – Santa Fe                                                                              | |
| Galveston                                                                                               | League City           | 22,00  | 35,40              | 22                                                                   | SH 96 (en) / League City Parkway                                                                                  | |
| Galveston                                                                                               | League City           | 22,70  | 36,50              | 23                                                                   | FM 518 (en) (West Main Street) – League City                                                                      | |
| Harris                                                                                                  | Webster               |        |                    |                                                                      | Voies Express de l'I-45                                                                                           | Terminus sud des Voies Express; entrée direction sud seulement                                                    |
| Harris                                                                                                  | Webster               | 25,00  | 40,20              | 24                                                                   | NASA 1 (en) – NASA                                                                                                | Sortie direction sud, entrée direction nord                                                                       |
| Harris                                                                                                  | Webster               | 24,30  | 39,10              | 25                                                                   | FM 528 (en) (NASA Parkway) / NASA 1 (en) – Alvin, NASA                                                            | |
| Harris                                                                                                  | Webster               | 25,70  | 41,40              | 26                                                                   | Bay Area Boulevard – Université de Houston                                                                        | |
| Harris                                                                                                  | Webster               |        |                    | —                                                                    | Voies Express de l'I-45 nord                                                                                      | Sortie direction nord seulement                                                                                   |
| Harris                                                                                                  | Webster               | 26,80  | 43,10              | 27                                                                   | El Dorado Boulevard                                                                                               | |
| Harris                                                                                                  | Houston               | 28,00  | 45,10              | 29                                                                   | FM 2351 (en) (Clear Lake City Boulevard) – Friendswood                                                            | |
| Harris                                                                                                  | Houston               | 29,40  | 47,30              | —                                                                    | FM 1959 (en) (Dixie Farm Road)                                                                                    | Sortie direction sud, entrée direction nord pour les HOV réversibles                                              |
| Harris                                                                                                  | Houston               | 29,40  | 47,30              | 30                                                                   | FM 1959 (en) (Dixie Farm Road) – Ellington Field                                                                  | |
| Harris                                                                                                  | Houston               | 30,90  | 49,70              | 31                                                                   | Beltway 8 (en) (Frontage Road) / FM 2351 (en) (Scarsdale Boulevard)                                               | Sortie direction nord, entrée direction sud                                                                       |
| Harris                                                                                                  | Houston               |        |                    | —                                                                    | Southpoint Park & Ride                                                                                            | Sortie direction sud, entrée direction nord pour les HOV réversibles                                              |
| Harris                                                                                                  | Houston               | —      | Fuqua Park & Ride  | Sortie direction sud, entrée direction nord pour les HOV réversibles | | |
| Harris                                                                                                  | Houston               | 32,00  | 51,50              | 32                                                                   | Sam Houston Tollway (en)                                                                                          | |
| Harris                                                                                                  | Houston               | 32,70  | 52,60              | 33                                                                   | Beltway 8 (en) (Frontage Road) / Fuqua Street                                                                     | Sortie direction sud, entrée direction nord                                                                       |
| Harris                                                                                                  | Houston               | 33,60  | 54,10              | 34                                                                   | Almeda-Genoa Road / South Shaver Road                                                                             | |
| Harris                                                                                                  | Houston               | 34,80  | 56,00              | 35                                                                   | Clearwood Drive, Edgebrook Drive                                                                                  | |
| Harris                                                                                                  | Houston               | 35,90  | 57,80              | 36                                                                   | Airport Boulevard, College Avenue                                                                                 | |
| Harris                                                                                                  | Houston               |        |                    | —                                                                    | Hobby Airport | Sorties réservées aux HOV réversibles                                                                             |
| Harris                                                                                                  | Houston               | —      | Monroe Park & Ride |                                                                      | | Sorties réservées aux HOV réversibles                                                                             |
| Harris                                                                                                  | Houston               | 37,00  | 59,50              | 38                                                                   | SH 3 (en) (Monroe Road) / Winkler Drive / Bellfort Avenue / Howard Drive                                          | |
| Harris                                                                                                  | Houston               | 38,70  | 62,30              | 38B                                                                  | Howard Drive, Bellfort Avenue                                                                                     | Sortie direction sud, entrée direction nord                                                                       |
| Harris                                                                                                  | Houston               | 38,90  | 62,60              | 39                                                                   | Park Place Boulevard, Broadway Boulevard                                                                          | |
| Harris                                                                                                  | Houston               | 40,10  | 64,50              | 40A                                                                  | Frontage Road | Sortie direction nord seulement                                                                                   |
| Harris                                                                                                  | Houston               | 40,30  | 64,90              | 40B                                                                  | I-610 ouest (South Loop Freeway ouest) / SH 35 (en) sud – Pearland, Alvin                                         | Sortie 32 de l'I-610; I-610 ouest / SH 35 non-indiqué en direction nord                                           |
| Harris                                                                                                  | Houston               | 40,30  | 64,90              | 40B                                                                  | I-610 est (South Loop Freeway est) vers SH 225 (en) – Pasadena                                                    | Sortie 32 de l'I-610; I-610 ouest / SH 35 non-indiqué en direction nord                                           |
| Harris                                                                                                  | Houston               | 40,40  | 65,00              | 40C                                                                  | I-610 ouest (South Loop Freeway)                                                                                  | Accès direction sud via sortie 40B; sortie 32A de l'I-610                                                         |
| Harris                                                                                                  | Houston               |        |                    | —                                                                    | I-610 | Accès via Frontage Road pour les voies réversibles réservées aux HOV                                              |
| Harris                                                                                                  | Houston               | 40,60  | 65,30              | 41A                                                                  | Woodridge Drive                                                                                                   | |
| Harris                                                                                                  | Houston               | 41,70  | 67,10              | 41B                                                                  | Griggs Road, Broad Street                                                                                         | |
| Harris                                                                                                  | Houston               | 42,60  | 68,60              | 42                                                                   | US 90 Alt. (South Wayside Drive)                                                                                  | Accès direction nord via sortie 41B                                                                               |
| Harris                                                                                                  | Houston               | 42,70  | 68,70              | 43A                                                                  | Telephone Road | |
| Harris                                                                                                  | Houston               | 43,10  | 69,40              | 43B                                                                  | Tellepsen Street                                                                                                  | |
| Harris                                                                                                  | Houston               | 43,80  | 70,50              | 44A                                                                  | Elgin-Lockwood, Cullen Boulevard – Université de Houston                                                          | Sortie direction nord, entrée direction sud                                                                       |
| Harris                                                                                                  | Houston               |        |                    | —                                                                    | Eastwood Transit Center, Emancipation Avenue                                                                      | Sortie direction nord, entrée direction sud réservées aux HOV                                                     |
| Harris                                                                                                  | Houston               | 44,30  | 71,30              | 44B                                                                  | Spur 5 (en) sud – Université de Houston                                                                           | Sortie direction sud seulement                                                                                    |
| Harris                                                                                                  | Houston               | 44,60  | 71,80              | 44C                                                                  | Cullen Boulevard, Lockwood-Elgin – Université de Houston                                                          | Sortie direction sud, entrée direction nord                                                                       |
| Harris                                                                                                  | Houston               | 44,00  | 70,80              | 45                                                                   | SH 288 (en) sud – Lake Jackson, Freeport, Zoo de Houston                                                          | Sortie direction nord, entrée direction sud; sortie 129A-B de l'I-69                                              |
| Harris                                                                                                  | Houston               | 44,00  | 70,80              | 45                                                                   | I-69 / US 59 – Cleveland, Victoria                                                                                | Sortie direction nord, entrée direction sud; sortie 129A-B de l'I-69                                              |
| Harris                                                                                                  | Houston               | 44,00  | 70,80              | 45A                                                                  | Scott Street | Accès direction nord via sortie 45                                                                                |
| Harris                                                                                                  | Houston               |        |                    | 46                                                                   | Saint Joseph Parkway, Pease Street, Emancipation Avenue – Centre-ville de Houston                                 | Sortie direction nord seulement                                                                                   |
| Harris                                                                                                  | Houston               | 45,80  | 73,70              | 46A                                                                  | I-69 nord / US 59 nord – Cleveland                                                                                | Sortie direction sud, entrée direction nord; sortie 129B de l'I-69 sud                                            |
| Harris                                                                                                  | Houston               |        |                    | —                                                                    | Saint-Joseph Parkway                                                                                              | Terminus nord des voies express réversibles                                                                       |
| Harris                                                                                                  | Houston               | 45,90  | 73,90              | 46B                                                                  | SH 288 (en) sud – Lake Jackson, Freeport, Zoo de Houston                                                          | Sortie direction sud, entrée direction nord; sortie 129A de l'I-69 nord                                           |
| Harris                                                                                                  | Houston               | 45,90  | 73,90              | 46B                                                                  | I-69 sud / US 59 sud – Victoria                                                                                   | Sortie direction sud, entrée direction nord; sortie 129A de l'I-69 nord                                           |
| Harris                                                                                                  | Houston               | 47,50  | 76,40              | 47B                                                                  | Houston Avenue / Memorial Drive – Gare de Houston                                                                 | Sortie direction nord seulement                                                                                   |
| Harris                                                                                                  | Houston               | 47,50  | 76,40              | 47A                                                                  | Allen Parkway | |
| Harris                                                                                                  | Houston               | 47,80  | 76,90              | 47C                                                                  | McKinney Street                                                                                                   | Sortie direction sud, entrée direction nord                                                                       |
| Harris                                                                                                  | Houston               | 47,90  | 77,10              | 47D                                                                  | Dallas Street / Pierce Street                                                                                     | Sortie direction sud, entrée direction nord                                                                       |
| Harris                                                                                                  | Houston               |        |                    | —                                                                    | Smith Street / Milam Street                                                                                       | Terminus sud des voies Express réversibles; sortie direction sud, entrée direction nord                           |
| Harris                                                                                                  | Houston               | 48,30  | 77,70              | 48A                                                                  | I-10 est / US 90 est – Beaumont                                                                                   | Sortie 768 de l'I-10                                                                                              |
| Harris                                                                                                  | Houston               |        |                    | —                                                                    | I-10 ouest / US 90 ouest / Quitman Street                                                                         | Sortie direction sud, entrée direction nord pour les voies Express seulement                                      |
| Harris                                                                                                  | Houston               | 48,60  | 78,20              | 48B                                                                  | I-10 ouest / US 90 ouest – San Antonio                                                                            | Sortie 768 de l'I-10                                                                                              |
| Harris                                                                                                  | Houston               | 49,20  | 79,20              | 49A                                                                  | Quitman Street | Sortie direction sud, entrée direction nord                                                                       |
| Harris                                                                                                  | Houston               | 49,70  | 80,00              | 49B                                                                  | North Main Street, Houston Avenue                                                                                 | |
| Harris                                                                                                  | Houston               | 50,20  | 80,80              | 50A                                                                  | Patton Street | Sortie direction sud via sortie 50                                                                                |
| Harris                                                                                                  | Houston               | 50,80  | 81,80              | 50B                                                                  | Cavalcade Street, Link Road, Patton Street                                                                        | Indiqué sortie 50 en direction sud; Link Road non-indiqué direction sud, Patton Street non-indiqué direction nord |
| Harris                                                                                                  | Houston               | 51,40  | 82,70              | 51                                                                   | I-610 (North Loop Freeway) vers Hardy Toll Road (en)                                                              | Sortie 17B-C de l'I-610                                                                                           |
| Harris                                                                                                  | Houston               |        |                    | —                                                                    | Airline Drive vers I-610                                                                                          | Accès pour les voies express réversibles                                                                          |
| Harris                                                                                                  | Houston               | 52,50  | 84,50              | 52A                                                                  | Frontage Road | Sortie direction sud seulement                                                                                    |
| Harris                                                                                                  | Houston               | 52,30  | 84,20              | 52B                                                                  | Crosstimbers Road                                                                                                 | |
| Harris                                                                                                  | Houston               | 52,80  | 85,00              | 53                                                                   | Airline Drive | |
| Harris                                                                                                  | Houston               | 53,20  | 85,60              | 54                                                                   | Tidwell Road | |
| Harris                                                                                                  | Houston               | 54,20  | 87,20              | 55A                                                                  | Parker Road, Yale Street                                                                                          | |
| Harris                                                                                                  | Houston               | 55,40  | 89,20              | 55B                                                                  | Little York Road                                                                                                  | Sortie direction nord, entrée direction sud                                                                       |
| Harris                                                                                                  | Houston               | 56,50  | 90,90              | 56A                                                                  | Spur 261 (en) (Shepherd Drive)                                                                                    | Pas de sortie en direction nord                                                                                   |
| Harris                                                                                                  | Houston               | 56,60  | 91,10              | 56B                                                                  | Veterans Memorial Drive / Little York Road                                                                        | Sortie et entrée direction sud seulement                                                                          |
| Harris                                                                                                  | Houston               | 57,40  | 92,40              | 57A                                                                  | Gulf Bank Road | Indiqué sortie 57B en direction sud                                                                               |
| Harris                                                                                                  | Houston               |        |                    | —                                                                    | North Shepherd Drive (Spur 261 (en))                                                                              | Sortie direction nord, entrée direction sud pour les voies Express réversibles                                    |
| Harris                                                                                                  | Houston               | 57,50  | 92,50              | 57B                                                                  | SH 249 (en) (West Mount Houston Road) – Tomball                                                                   | |
| Harris                                                                                                  | Houston               | 58,30  | 93,80              | 59                                                                   | West Road | |
| Harris                                                                                                  | Houston               |        |                    | —                                                                    | Vers Sam Houston Tollway (en) / Beltway 8 (en) – Aéroport intercontinental George Bush                            | Sortie direction nord, entrée direction sud pour les voies Express réversibles                                    |
| Harris                                                                                                  | Houston               | 59,30  | 95,40              | 60A                                                                  | FM 525 (en) (Aldine Bender Road / Fallbrook Road / Beltway 8 (en) (Frontage Road)                                 | Beltway 8 / Frontage Road non-indiqué en direction nord                                                           |
| Harris                                                                                                  | Houston               | 60,20  | 96,90              | 60B                                                                  | Beltway 8 (en) (Frontage Road)                                                                                    | Accès direction sud via sortie 60A                                                                                |
| Harris                                                                                                  | Houston               | 60,40  | 97,20              | 60C-D                                                                | Beltway 8 (en) est (Sam Houston Parkway) / Sam Houston Tollway (en) ouest – Aéroport intercontinental George Bush | Indiqué sortie 60C (Sam Houston Tollway) et 60D (Beltway 8) en direction nord; indiqué sortie 60B direction sud   |
| Harris                                                                                                  | Houston               | 60,80  | 97,80              | 61                                                                   | Greens Road | |
| Harris                                                                                                  | Houston               | 61,70  | 99,30              | 62                                                                   | Rankin Road, Kuykendahl Road                                                                                      | |
| Harris                                                                                                  | Houston               |        |                    | —                                                                    | Kuykendahl Park & Ride                                                                                            | Accès pour les voies Express seulement                                                                            |
| Harris                                                                                                  | Houston               | 62,90  | 101,20             | 63                                                                   | Airtex Drive | |
| Harris                                                                                                  | Houston               | 64,60  | 104,00             | 64                                                                   | Richey Road | |
| Harris                                                                                                  | Houston               | 65,70  | 105,70             | 66A                                                                  | FM 1960 (en) – Addicks, Humble                                                                                    | Indiqué sortie 66 en direction sud; pas de sortie en direction sud; accès via sortie 63 ou 64                     |
| Harris                                                                                                  | Houston               | 65,70  | 105,70             | —                                                                    | FM 1960 (en) | Sortie direction nord, entrée direction sud pour les voies Express                                                |
| Harris                                                                                                  | Houston               | 66,80  | 107,50             | 66B                                                                  | Hollow Tree Street, Parramatta Lane                                                                               | Sortie direction nord, entrée direction sud                                                                       |
| Harris                                                                                                  | Houston               |        |                    | —                                                                    | Voies Express de l'I-45 sud                                                                                       | Terminus nord des voies Express réversibles                                                                       |
| Harris                                                                                                  | Houston               | 68,30  | 109,90             | 68                                                                   | Cypresswood Drive, Holzwarth Road, Louetta Road                                                                   | Louetta Road non-indiqué en direction nord                                                                        |
| Harris                                                                                                  | Limite Houston–Spring | 69,00  | 111,00             | 70A                                                                  | FM 2920 (en) – Tomball                                                                                            | |
| Harris                                                                                                  | Spring                | 70,40  | 113,30             | 70B                                                                  | SH 99 Toll (en) (Grand Parkway) / Spring Stuebner Road ouest                                                      | Indiqué sortie 71A en direction sud; Spring Stuebner Road non-indiqué en direction nord                           |
| Harris                                                                                                  | Spring                | 71,70  | 115,40             | 72                                                                   | Hardy Toll Road (en) sud / Springwood Village Parkway                                                             | Sortie direction nord, entrée direction sud; accès direction sud à Springwood Village Parkway via sortie 72A      |
| Limite Harris–Montgomery                                                                                | Spring                | 71,70  | 115,40             | 72B                                                                  | Hardy Toll Road (en) sud                                                                                          | Sortie direction sud, entrée direction nord                                                                       |
| Montgomery                                                                                              | Rayford               | 71,70  | 115,40             | 72A                                                                  | Vers SH 99 Toll (en) est (Grand Parkway)                                                                          | Sortie direction sud, entrée direction nord                                                                       |
| Montgomery                                                                                              | Rayford               | 73,30  | 118,00             | 73                                                                   | Rayford Road, Sawdust Road                                                                                        | |
| Montgomery                                                                                              | The Woodlands         | 74,30  | 119,60             | 76                                                                   | Robinson Road, Woodlands Parkway                                                                                  | Indiqué sortie 76A (Robinson Road) et 76B (Woodlands Parkway) en direction nord                                   |
| Montgomery                                                                                              | The Woodlands         | 76,20  | 122,60             | 77                                                                   | Lake Woodlands Drive, Research Forest Drive, Tamina Road                                                          | Lake Woodlands Drive non-indiqué en direction sud                                                                 |
| Montgomery                                                                                              | The Woodlands         | 77,90  | 125,40             | 79                                                                   | SH 242 (en) (College Park Drive) / Needham Road                                                                   | Indiqué sortie 79A (est) et 79B (ouest) en direction nord                                                         |
| Montgomery                                                                                              | Conroe                | 81,00  | 130,40             | 81                                                                   | FM 1488 (en) – Magnolia, Hempstead                                                                                | |
| Montgomery                                                                                              | Conroe                | 81,90  | 131,80             | 82                                                                   | River Plantation Drive                                                                                            | Sortie direction nord seulement                                                                                   |
| Montgomery                                                                                              | Conroe                | 83,20  | 133,90             | 83                                                                   | Crighton Road, Camp Strake Road                                                                                   | Camp Strake Road non-indiqué en direction sud                                                                     |
| Montgomery                                                                                              | Conroe                | 83,90  | 135,00             | 84                                                                   | SH 75 (en) nord (Frazier Street) / Loop 336 (en)                                                                  | Indiqué sortie 84B en direction nord                                                                              |
| Montgomery                                                                                              | Conroe                | 84,90  | 136,60             | 85                                                                   | Gladstell Street                                                                                                  | |
| Montgomery                                                                                              | Conroe                | 85,90  | 138,20             | 87A                                                                  | SH 105 (en) / FM 2854 (en) – Conroe, Lake Conroe                                                                  | Indiqué sortie 87 en direction sud                                                                                |
| Montgomery                                                                                              | Conroe                | 87,20  | 140,30             | 87B                                                                  | Wilson Road | Sortie direction nord seulement                                                                                   |
| Montgomery                                                                                              | Conroe                | 88,00  | 141,60             | 88                                                                   | Loop 336 (en) – Navasota, Cleveland                                                                               | |
| Montgomery                                                                                              | Conroe                | 88,90  | 143,10             | 89                                                                   | FM 3083 (en) (Teas Nursery Road)                                                                                  | |
| Montgomery                                                                                              | Conroe                | 90,10  | 145,00             | 90                                                                   | League Line Road                                                                                                  | |
| Montgomery                                                                                              |                       | 92,10  | 148,20             | 92                                                                   | FM 830 (en) (Seven Coves Drive)                                                                                   | |
| Montgomery                                                                                              | Willis                | 94,40  | 151,90             | 94                                                                   | FM 1097 (en) (W. Montgomery Street) – Willis, Lake Conroe                                                         | |
| Montgomery                                                                                              | Willis                | 95,10  | 153,00             | 95                                                                   | Longstreet Road                                                                                                   | Sortie direction nord, entrée direction sud                                                                       |
| Montgomery                                                                                              |                       | 96,70  | 155,60             | 97                                                                   | Calvary Road | |
| Montgomery                                                                                              |                       | 98,00  | 157,70             | 98                                                                   | SH 75 (en) / Shepherd Hill Road / Old Danville Road                                                               | SH 75 non-indiqué en direction sud                                                                                |
| Walker                                                                                                  | New Waverly           | 102,40 | 164,80             | 102                                                                  | SH 150 (en) / FM 1374 (en) / FM 1375 (en) – New Waverly                                                           | Pas de sortie direction sud                                                                                       |
| Walker                                                                                                  |                       | 109,90 | 176,90             | 109                                                                  | PR 40 (en) – Parc d'État d'Huntsville                                                                             | |
| Walker                                                                                                  | Huntsville            | 112,30 | 180,70             | 112                                                                  | SH 75 (en) – Université d'État Sam Houston                                                                        | |
| Walker                                                                                                  | Huntsville            | 112,70 | 181,40             | 113                                                                  | SH 19 (en) – Riverside, Crockett, Lake Livingston                                                                 | Sortie direction nord, entrée direction sud                                                                       |
| Walker                                                                                                  | Huntsville            | 113,50 | 182,70             | 114                                                                  | FM 1374 (en) (Montgomery Road) – Université d'État Sam Houston                                                    | |
| Walker                                                                                                  | Huntsville            | 115,10 | 185,20             | 115                                                                  | Avenue S | |
| Walker                                                                                                  | Huntsville            | 116,00 | 186,70             | 116                                                                  | US 190 est (11th Street) / SH 30 (en) – Huntsville, College Station, Livingston, Lake Livingston                  | Terminus sud du multiplex avec US 190                                                                             |
| Walker                                                                                                  | Huntsville            | 117,00 | 188,30             | 117                                                                  | Frontage Road | Pas de sortie en direction sud                                                                                    |
| Walker                                                                                                  |                       | 118,00 | 189,90             | 118                                                                  | SH 75 (en) / FM 1791 (en) – Université d'État Sam Houston, Huntsville, Aéroport régional d'Huntsville             | |
| Walker                                                                                                  |                       | 122,90 | 197,80             | 123                                                                  | FM 1696 (en) | |
| Walker                                                                                                  |                       | 132,30 | 212,90             | 132                                                                  | FM 2989 (en) | |
| Madison                                                                                                 |                       | 136,80 | 220,20             | 136                                                                  | Spur 67 (en) | |
| Madison                                                                                                 | Madisonville          | 141,80 | 228,20             | 142                                                                  | US 190 ouest / SH 21 (en) est – Bryan, Crockett                                                                   | Terminus nord du multiplex avec US 190                                                                            |
| Madison                                                                                                 |                       | 146,10 | 235,10             | 146                                                                  | SH 75 (en) – Madisonville                                                                                         | |
| Madison                                                                                                 |                       | 152,20 | 244,90             | 152                                                                  | SH OSR (en) (Old San Antonio Road) – Normangee                                                                    | |
| Leon |                       | 156,20 | 251,40             | 156                                                                  | FM 977 (en) – Leona                                                                                               | |
| Leon | Centerville           | 163,90 | 263,80             | 164                                                                  | SH 7 (en) (St Marys Street) – Centerville                                                                         | |
| Leon | Buffalo               | 178,50 | 287,30             | 178                                                                  | US 79 – Buffalo, Palestine, Jacksonville                                                                          | |
| Leon |                       | 179,90 | 289,50             | 180                                                                  | SH 164 (en) – Groesbeck                                                                                           | |
| Freestone                                                                                               |                       | 189,70 | 305,30             | 189                                                                  | SH 179 (en) – Teague                                                                                              | |
| Freestone                                                                                               | Fairfield             | 198,00 | 318,70             | 197                                                                  | US 84 – Fairfield, Teague                                                                                         | |
| Freestone                                                                                               | Fairfield             | 198,80 | 319,90             | 198                                                                  | FM 27 (en) – Fairfield, Wortham                                                                                   | |
| Freestone                                                                                               |                       | 206,20 | 331,80             | 206                                                                  | FM 833 (en) | |
| Freestone                                                                                               |                       | 211,40 | 340,20             | 211                                                                  | FM 80 (en) – Streetman, Kirvin                                                                                    | |
| Navarro                                                                                                 |                       | 213,40 | 343,40             | 213                                                                  | SH 75 (en) / FM 246 (en) – Streetman, Wortham                                                                     | |
| Navarro                                                                                                 |                       | 218,70 | 352,00             | 218                                                                  | FM 1394 (en) – Richland                                                                                           | Sortie direction nord, entrée direction sud                                                                       |
| Navarro                                                                                                 |                       | 219,80 | 353,70             | 219A                                                                 | SH 14 (en) – Richland, Mexia                                                                                      | Pas de sortie direction nord                                                                                      |
| Navarro                                                                                                 |                       | 219,90 | 353,90             | 219B                                                                 | Frontage Road | Sortie direction sud, entrée direction nord                                                                       |
| Navarro                                                                                                 |                       | 220,20 | 354,40             | 220                                                                  | Frontage Road | |
| Navarro                                                                                                 | Angus                 | 221,30 | 356,10             | 221                                                                  | Frontage Road | |
| Navarro                                                                                                 | Angus                 | 224,80 | 361,80             | 225                                                                  | FM 739 (en) – Angus, Mustang                                                                                      | |
| Navarro                                                                                                 | Corsicana             |        |                    | 227                                                                  | SH 31 (en) – Athens, Waco                                                                                         | |
| Navarro                                                                                                 | Corsicana             | 228,50 | 367,70             | 228A                                                                 | 15th Street | Pas de sortie direction sud                                                                                       |
| Navarro                                                                                                 | Corsicana             | 229,00 | 368,50             | 228B                                                                 | I-45 BL nord / Frontage Road – Corsicana                                                                          | |
| Navarro                                                                                                 | Corsicana             | 229,20 | 368,90             | 229                                                                  | US 287 sud – Palestine                                                                                            | Terminus sud du multiplex avec US 287                                                                             |
| Navarro                                                                                                 | Corsicana             | 231,30 | 372,20             | 231                                                                  | SH 31 Bus. (en) – Waco, Athens                                                                                    | |
| Navarro                                                                                                 | Corsicana             | 232,70 | 374,50             | 232                                                                  | Roane Road, E. 5th Avenue                                                                                         | |
| Navarro                                                                                                 |                       | 235,20 | 378,50             | 235A                                                                 | Frontage Road | Indiqué sortie 235 direction nord                                                                                 |
| Navarro                                                                                                 |                       | 235,70 | 379,30             | 235B                                                                 | I-45 BL sud – Corsicana                                                                                           | Sortie direction sud, entrée direction nord                                                                       |
| Navarro                                                                                                 | Rice                  | 237,30 | 381,90             | 237                                                                  | Frontage Road | |
| Navarro                                                                                                 | Rice                  | 238,70 | 384,20             | 238                                                                  | FM 1603 (en) | |
| Navarro                                                                                                 | Rice                  | 240,10 | 386,40             | 239                                                                  | FM 1126 (en) | |
| Navarro                                                                                                 | Rice                  | 242,20 | 389,80             | 242                                                                  | Calhoun Street – Rice                                                                                             | |
| Navarro                                                                                                 | Rice                  | 243,10 | 391,20             | 243                                                                  | Frontage Road | |
| Ellis                                                                                                   |                       | 244,10 | 392,80             | 244                                                                  | FM 1182 (en) | |
| Ellis                                                                                                   | Alma                  | 246,20 | 396,20             | 246                                                                  | FM 1183 (en) – Alma                                                                                               | |
| Ellis                                                                                                   |                       | 247,60 | 398,40             | 247                                                                  | US 287 nord – Waxahachie, Fort Worth                                                                              | Terminus nord du multiplex avec US 287                                                                            |
| Ellis                                                                                                   | Ennis                 | 249,20 | 401,00             | 249                                                                  | I-45 BL nord / FM 85 (en) – Ennis                                                                                 | |
| Ellis                                                                                                   | Ennis                 | 251,00 | 403,90             | 251A                                                                 | FM 1181 (en) (Creechville Road)                                                                                   | |
| Ellis                                                                                                   | Ennis                 | 251,70 | 405,10             | 251B                                                                 | SH 34 (en) (E. Ennis Avenue) – Kaufman, Italy                                                                     | |
| Ellis                                                                                                   | Ennis                 | 253,30 | 407,60             | 253                                                                  | I-45 BL sud – Ennis                                                                                               | |
| Ellis                                                                                                   |                       | 255,00 | 410,40             | 255                                                                  | FM 879 (en) – Garrett                                                                                             | |
| Ellis                                                                                                   | Palmer                | 258,10 | 415,40             | 258                                                                  | I-45 BL nord / Parker Hill Road – Palmer                                                                          | |
| Ellis                                                                                                   | Palmer                | 258,60 | 416,20             | 259                                                                  | FM 813 (en) (Jefferson Street)                                                                                    | |
| Ellis                                                                                                   | Palmer                | 259,60 | 417,80             | 260                                                                  | I-45 BL sud / Frontage Road – Palmer                                                                              | |
| Ellis                                                                                                   |                       | 262,30 | 422,10             | 262                                                                  | Frontage Road | |
| Ellis                                                                                                   |                       | 263,00 | 423,30             | 263A                                                                 | Loop 561 (en) – Trumbull                                                                                          | |
| Ellis                                                                                                   |                       | 263,70 | 424,40             | 263B                                                                 | Frontage Road | Sortie direction nord, entrée direction sud                                                                       |
| Ellis                                                                                                   |                       | 266,10 | 428,20             | 264                                                                  | Frontage Road | Sortie direction sud, entrée direction nord                                                                       |
| Ellis                                                                                                   |                       | 264,80 | 426,20             | 265                                                                  | I-45 BL nord | Sortie direction nord, entrée direction sud                                                                       |
| Ellis                                                                                                   | Ferris                | 265,40 | 427,10             | 266                                                                  | FM 660 (en) (5th Street)                                                                                          | |
| Ellis                                                                                                   | Ferris                | 266,80 | 429,40             | 267                                                                  | Frontage Road | |
| Dallas                                                                                                  |                       | 268,30 | 431,80             | 268                                                                  | I-45 BL sud / Malloy Bridge Road                                                                                  | |
| Dallas                                                                                                  |                       | 269,40 | 433,60             | 269                                                                  | Mars Road | |
| Dallas                                                                                                  | Wilmer                | 270,40 | 435,20             | 270                                                                  | Belt Line Road | |
| Dallas                                                                                                  | Wilmer                | 271,70 | 437,30             | 271                                                                  | Pleasant Run Road                                                                                                 | |
| Dallas                                                                                                  | Hutchins              | 272,70 | 438,90             | 272                                                                  | Fulghum Road | |
| Dallas                                                                                                  | Hutchins              | 273,50 | 440,20             | 273                                                                  | Wintergreen Road                                                                                                  | |
| Dallas                                                                                                  | Hutchins              | 274,70 | 442,10             | 274                                                                  | Dowdy Ferry Road, Palestine Street                                                                                | |
| Dallas                                                                                                  | Dallas                | 275,90 | 444,00             | 275                                                                  | SH 310 (en) nord (S. Central Expressway)                                                                          | Sortie direction nord, entrée direction sud                                                                       |
| Dallas                                                                                                  | Dallas                | 276,10 | 444,30             | 276                                                                  | I-20 (Lyndon B. Johnson Freeway) – Fort Worth, Shreveport                                                         | Indiqué sortie 276A (ouest) et 276B (est); sortie 473B-C de l'I-20                                                |
| Dallas                                                                                                  | Dallas                | 278,00 | 447,40             | 277                                                                  | Simpson Stuart Road                                                                                               | |
| Dallas                                                                                                  | Dallas                | 279,30 | 449,50             | 279                                                                  | Loop 12 (en) | Indiqué sortie 279A (est) et 279B (ouest) en direction nord                                                       |
| Dallas                                                                                                  | Dallas                | 280,10 | 450,80             | 280                                                                  | Illinois Avenue, Linfield Street                                                                                  | |
| Dallas                                                                                                  | Dallas                | 281,40 | 452,90             | 281                                                                  | Overton Road | Sortie direction sud, entrée direction nord                                                                       |
| Dallas                                                                                                  | Dallas                | 282,10 | 454,00             | 282                                                                  | US 175 est (C. F. Hawn Freeway) – Kaufman                                                                         | Sortie direction sud, entrée direction nord                                                                       |
| Dallas                                                                                                  | Dallas                | 283,10 | 455,60             | 283A                                                                 | Lamar Street, Pennsylvania Avenue – Fair Park                                                                     | Sortie direction nord, entrée direction sud                                                                       |
| Dallas                                                                                                  | Dallas                | 284,40 | 457,70             | 283B                                                                 | S. M. Wright Freeway (SH 310 (en) sud) / Martin Luther King Jr Boulevard – Fair Park                              | Sortie direction sud, entrée direction nord                                                                       |
| Dallas                                                                                                  | Dallas                | 284,90 | 458,50             | 284A                                                                 | I-30 – Fort Worth, Texarkana                                                                                      | Sortie 46 de l'I-30 est et 47B de l'I-30 ouest                                                                    |
| Dallas                                                                                                  | Dallas                | 284,90 | 458,50             |                                                                      | I-345 nord / US 75 nord – McKinney                                                                                | La route se poursuit comme I-345                                                                                  |
| Dallas                                                                                                  | Dallas                | 285,37 | 459,26             | 284B                                                                 | Main Street ouest, Elm Street                                                                                     | Sortie direction nord, entrée direction sud                                                                       |
| Dallas                                                                                                  | Dallas                | 285,71 | 459,80             | 284B                                                                 | Live Oak Street                                                                                                   | Sortie direction sud seulement                                                                                    |
| Dallas                                                                                                  | Dallas                |        |                    | 284C                                                                 | Good-Latimer Expressway – Centre-ville de Dallas                                                                  | Sortie direction sud, entrée direction nord                                                                       |
| Dallas                                                                                                  | Dallas                | 285,86 | 460,04             | 285                                                                  | Bryan Street est                                                                                                  | Sortie direction nord seulement                                                                                   |
| Dallas                                                                                                  | Dallas                | 286,13 | 460,48             | 285                                                                  | Ross Avenue | Sortie direction sud, entrée direction nord                                                                       |
| Dallas                                                                                                  | Dallas                | 286,32 | 460,79             | 286A                                                                 | Vers I-35E / US 77 – Waco, Denton US 75 nord – McKinney                                                           | Terminus nord; indiqué sortie 1A en direction sud; la route continue comme US 75 nord                             |
| - Terminus de multiplex - Péage - Accès incomplet - Accès réservé aux HOV - Transition de route - Fermé |                       |        |                    |                                                                      | | |

## Autoroutes reliées
- Interstate 345